# Nedelcu P. Chercea
Nedelcu Panait Chercea (n. 7 iulie 1857, orașul Brăila - d. 1946, orașul Brăila) a fost un întreprinzător și filantrop român, unul din cei mai importanți industrialiști ai Brăilei. A fost fiul lui Chercea Panait (1829 - 1908) și al Ilincăi (1836 - 1902).
În 1883 s-a căsătorit cu Ana Cioroiu (1865-1931), fiica lui Radu Cioroiu (1837 - 1885) și Alexandrei (Sanda) (1836 - 1918).
Sunt cuvinte scrijelite în piatră în vremuri pentru unii tulburi, pentru alții de mare însemnătate pentru Brăila; sunt, de fapt, testamentul lăsat de Nedelcu P. Chercea brăilenilor pe care i-a iubit și i-a cinstit mai presus de sine:
„Totul pentru patrie, nimic pentru noi”

## Biografie
Pe 7 iulie 1857 s-a născut unul dintre fiii de seamă ai Brăilei, Nedelcu P. Chercea, cel care avea să devină un membru marcant și respectat al urbei, în acea perioadă. Avea să vadă lumina zilei în comuna suburbană Vatra Veche (care, peste ani, se va numi cartierul Nedelcu P. Chercea).
În anii 1918-1919, începe să schimbe fața satului Vatra Veche, construind, timp de nouă ani, mai multe clădiri de interes general (școală, biserică, primărie, dispensar).
În 1922, a ridicat clopotnița bisericii Sfinții Arhangheli Mihail și Gavriil din centrul Brăilei.
În 1924 a donat Comunității Israelite din Brăila un corp de clădiri pe strada Regală, pe care l-a transformat în dispensar.
În anul 1928 se termină construcția Bisericii “Sfântul Mina”, familia Chercea dăruind sfântului lăcaș două clopote: unul de 1000 kg și altul de 800 kg.
Tot în anul 1928 este inaugurată Școala de băieți și fete din Vatra Veche, construită din banii soților Nedelcu P. Chercea (1857-1946) și Ana P. Chercea (1865-1931)

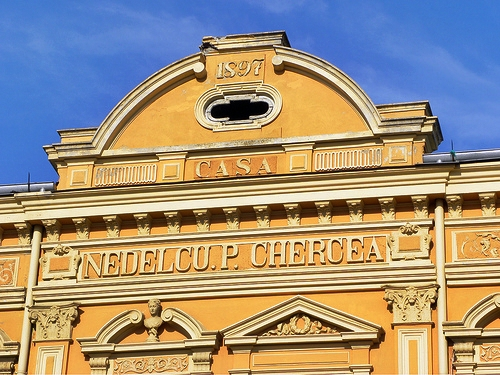
Casa Nedelcu P. Chercea, construită în 1897

Continuând opera de binefacere începută, sotii Chercea au mai construit, în aceeași localitate (Vatra Veche), o grădiniță și un dispensar, toate aflate în apropierea școlii mai sus amintite. Mai târziu, în anul 1938, marele filantrop și soția sa construiesc o casă parohială și o primărie în Vatra Veche, clădiri care vor deveni, în timpul “dictaturii proletariatului”, Căminul Cultural din cartier. Tot prin grija celor doi, Liceul de fete din Brăila (actualul Colegiu Național "Gh. Munteanu-Murgoci) și Școala primară din Ghecet (județul Tulcea) sunt  dotate cu mobilier și cu necesarul de material didactic din acea perioadă.
Nu în ultimul rând, trebuie să amintim de casa Nedelcu P. Chercea (construită în 1897 și aflată în strada 1 decembrie 1918 nr.52), edificiu aflat pe lista monumentelor istorice din orașul Brăila și care, de curând, a fost renovat, reprimind măcar o parte din strălucirea de altădată.
În 1934, marele industriaș și filantrop a întocmit un Act de donație prin care lăsa brăilenilor primăria din comuna Nedelcu P. Chercea, dispensarul, școala de băieți și fete și grădinița de copii.
Nedelcu P. Chercea a ctitorit și biserica Mănăstirii Vladimirești din județul Galați, înființată de Maica Veronica, lăcaș sfânt în care a fost înmormântat. În anii '50, comuniștii i-au batjocorit mormântul și au desființat mănăstirea, arestând mare parte din cele 330 de călugărițe fecioare. Atunci, părintele Ioan Frățilă a exhumat rămășițele marelui filantrop și le-a așezat în cripta construită de el însuși, la subsolul bisericii „Sf. Mina", unde se află și astăzi.

În 1936 a ridicat un monument în memoria eroilor care au căzut pe câampurile de lupta în Primul Război Mondial, pentru întregirea neamului, Obeliscul din cartierul Chercea are gravat urmatorul mesaj:
„Ridicat din comuna Nedelcu P. Chercea cazuți în razboiul pentru întregirea neamului 1916 – 1919. Acest monument s-a ridicat cu ajutorul lui Dumneazeu, de mine Nedelcu P. Chercea, în anul 1936, sub domniea Majestății Sale Regele Carol I”

## Perioada comunistă
Din 1928 pana în 1944 în fata Școlii de băieți și fete se aflau două busturi din bronz ale celor doi soți, în mărime naturală. Aceste busturi erau opera arhitectului Fr. Stork. În perioada comunistă, nici memoria soților Chercea nu putea scăpa de furia acestora, busturile fiind îndepărtate de la locul lor și topite, fără a se ține cont de valoarea de patrimoniu a operei sculpturale.
Busturile sotilor Chercea au fost refacute în anul 2009, și repuse pe fostul lor amplasament.

## Distincții
In anul 2003, prin HCLM 241/28.11.2003, Nedelcu Chercea a primit post-mortem tilul de Cetatean de onoare al Municipiului Braila.